# 矛纹草鹛
矛纹草鹛（学名：Pterorhinus lanceolatus），是画眉科草鹛属的一种，分布于印度、缅甸、香港和中国大陆。该物种的保护状况被评为无危。
矛纹草鹛的栖息地包括亚热带或热带的湿润低地林、亚热带或热带的高海拔草原、亚热带或热带的高海拔疏灌丛和亚热带或热带的湿润山地林。该物种的模式产地在四川宝兴。

## 亚种
- 矛纹草鹛西南亚种（学名：Pterorhinus lanceolatus bonvaloti），是中国的特有物种。分布于西藏、四川、云南等地。该物种的模式产地在西藏昌都地区中部的北方。[3]
- 矛纹草鹛指名亚种（学名：Pterorhinus lanceolatus lanceolatus）。分布于缅甸以及中国大陆的甘肃、陕西、湖北、四川、云南、贵州等地。该物种的模式产地在四川宝兴。[4]
- 矛纹草鹛华南亚种（学名：Pterorhinus lanceolatus latouchei），是中国的特有物种。分布于云南、贵州、广西、湖南、广东、福建等地。该物种的模式产地在广西瑶山。[5]